# Giuseppe Sinopoli
Giuseppe Sinopoli est un chef d'orchestre et compositeur italien, né le 2 novembre 1946 à Venise et mort le 20 avril 2001 à Berlin.

## Biographie
À côté de ses études de musique (à Messine, puis à Venise), Giuseppe Sinopoli fait des études de médecine, de psychiatrie et d'anthropologie à l'université de Padoue. Il étudie la composition à Darmstadt auprès de György Ligeti et Karlheinz Stockhausen, puis à Sienne auprès de Franco Donatoni et Bruno Maderna. Il étudie aussi la direction d'orchestre à Vienne auprès de Hans Swarowsky, maître également de Claudio Abbado et de Zubin Mehta.

## Compositeur
Dans les années 1970, Sinopoli est surtout réputé comme compositeur et comme spécialiste de la musique contemporaine, avec notamment la fondation en 1975 de l'Ensemble Bruno Maderna, consacré à la musique d'avant-garde. Les premières de ses œuvres qui attirent l'attention sur lui sont la Symphonie imaginaire (1973), le Concerto pour piano (1974-1975), Tombeau d'Armor I (1975), II (1977) et III (1978). Son opéra en deux actes Lou Salomé, sur un livret de Karl Dietrich Gräwe, qui retrace l'histoire de l'amie de Friedrich Nietzsche, est créé à la Staatsoper de Munich le 10 mai 1981 sous sa direction.

## Chef d'orchestre
À partir de 1978 cependant, il s'investit de plus en plus dans la direction : d'abord le répertoire classique, avec les opéras de Giuseppe Verdi à Venise, puis le répertoire symphonique d'Anton Bruckner, de Gustav Mahler et de Richard Strauss, compositeur avec lequel il cultivait des affinités de plus en plus grandes (ses enregistrements des œuvres de Strauss, réalisés principalement avec Deutsche Grammophon, sont très importants : ils défient en excellence, et parfois dépassent ceux de Georg Solti qui enregistrait pour Decca Records).
D’une manière fulgurante, phénomène au demeurant assez rare dans toute l’histoire de la direction d’orchestre, il trouva sa place dans le gotha. En à peine deux décennies d’activité pleine, de 1981 à 2001, Sinopoli a travaillé avec tous les plus prestigieux orchestres : Deutsche Oper de Berlin, Teatro alla Scala de Milan, Wiener Philharmoniker de Vienne, Royal Opera de Londres, Philharmonic Metropolitan Opera de New York. Il a été notamment à la tête de l'Orchestre Philharmonia de Londres, de l'Académie nationale de Sainte-Cécile de Rome et de la Staatskapelle de Dresde de 1992 à 2001. Il était sous contrat avec Deutsche Grammophon, pour qui il aura gravé une soixantaine de disques. En 1994, il dirige à Turin le premier concert de l'Orchestre symphonique national de la RAI renouvelé avec Georges Prêtre.

## La mort tragique en scène
Comme ses aînés Felix Mottl, Joseph Keilberth, Franz Konwitschny ou Dimitri Mitropoulos, il meurt en dirigeant, brutalement terrassé par une crise cardiaque, pendant le troisième acte d'Aida à la Deutsche Oper de Berlin le 20 avril 2001. Ironie du sort, dans le programme figurait un texte signé par le chef en hommage au metteur en scène allemand Götz Friedrich, décédé l’année précédente, paraphrasant l’Œdipe de Sophocle, cette phrase aux allures funestes : « Que le destin vous soit favorable et que vous vous souveniez toujours de moi avec joie, quand je serai mort ».  
À l’annonce de sa mort prématurée, depuis Bayreuth, Wolfgang Wagner a regretté dans un communiqué la perte d’un « des chefs d’orchestre contemporains les plus importants ».
Pour lui rendre un dernier hommage, des obsèques nationales ont été organisées dans la basilique Sainte-Marie-des-Anges-et-des-Martyrs, en présence du Président de la République Carlo Azeglio Ciampi, du Premier ministre Giuliano Amato, ainsi que des plus hautes autorités politiques et culturelles.
La ville de Rome a dédié à la mémoire de Giuseppe Sinopoli la deuxième salle (Sala Sinopoli, 1 133 places) de l'Auditorium Parco della Musica, réalisé par Renzo Piano.

## Festival Sinopoli
Depuis 2005, Taormina Arte dédie à Giuseppe Sinopoli, directeur artistique de la section Musique de la kermesse de Taormine (1989-1997), un festival qui se déroule en octobre. Le Giuseppe Sinopoli Festival est une manifestation qui célèbre non simplement le musicien et le chef d'orchestre, mais aussi le compositeur, le médecin, l'archéologue, l'intellectuel, dans un parcours qui passe à travers la musique, le théâtre, la littérature, l'art, avec des congrès, expositions, publications et naturellement des concerts.
Le Festival reçoit, tous les ans, les orchestres les plus importants du pays. À l'occasion de la première édition du Giuseppe Sinopoli Festival et en collaboration avec le conservatoire « Arcangelo Corelli » de Messine, est né le Sinopoli Chamber Orchestre, formation musicale dans laquelle se côtoient des jeunes talents, élèves et professeurs du conservatoire peloritano et qui jouent principalement des compositions de Giuseppe Sinopoli.

## Décorations
- Il est fait Grand Officier de l'ordre du Mérite de la République italienne le 9 mars 1994[2].
- Il est fait Chevalier Grand-Croix de l'ordre du Mérite de la République italienne le 23 juillet 1998[3].

## Compositions
- 5 studi su 3 parametri, musique électronique (1969)
- Musica per calcolatori analogici, musique électronique (1969)
- Numquid et unum pour clavecin et flûte (1970)
- Isoritmi, musique électronique (1971)
- Opus Daleth pour orchestre (1971)
- Opus Ghimel pour orchestre de chambre (1971)
- Opus Schir pour mezzo-soprano e strumenti (1971)
- Numquid pour hautbois, cor anglais, hautbois d'amour (1972)
- Hecklephon pour pianoforte, clavecin et célesta (1972)
- Per clavecin (1972)
- Volts, musique électronique (1972)
- Symphonie imaginaire pour voci soliste, 10 voci bianche, 3 chœurs et 3 orchestres (1973)
- Klaviersonate pour pianoforte (1977)
- Klavierkonzert pour pianoforte et orchestre (1974)
- Souvenirs à la mémoire pour 2 sopranos, contreténor et orchestre (1974)
- Pour un livre à Venise pour orchestre (1975)
- Tombeau d'Armor I pour orchestre (1975)
- Requiem Hashshirim pour chœur a cappella (1976)
- Archeology City Requiem pour orchestre (1976)
- Tombeau d'Armor II pour grand orchestre (1977)
- Tombeau d'Armor III pour violoncelle et orchestre (1977)
- Quartetto pour quatuor à cordes (1977)
- Kammerkonzert pour pianoforte, instruments à vent, percussions, harpe, célesta et clavecin (1977-78)
- Lou Salomé, opéra sur un livret de Karl Dietrich Gräwe (1981)